# Roland Quignon
Roland Quignon est un réalisateur, scénariste et décorateur français, né le 19 décembre 1897 dans le 11e arrondissement de Paris et mort le 12 mai 1984 à Nesles-la-Vallée.

## Biographie
Roland Quignon est le fils du peintre Fernand Quignon. En 1956, à 59 ans, il réalise son premier film en collaboration avec Paul Vandenberghe et Aloysius Vachet, Les Mains liées, tiré du livre éponyme de Pierre Lhande. Nadine Alari y joue le rôle principal, une mère courage aux prises avec l’institution religieuse, combattant pour l’avenir de ses fils.
En 1957, il écrit et réalise le film Ah, quelle équipe !, interprété notamment par Sidney Bechet.
En 1969, après avoir tourné Les Enquiquineurs, il revient aux déboires de sa famille fétiche, les Eloy, dans la comédie Aux frais de la princesse.

## Filmographie

### Réalisateur
- 1956 : Les Mains liées
- 1957 : Ah ! Quelle équipe
- 1965 : Les Enquiquineurs
- 1969 : Aux frais de la princesse

### Décorateur
- 1935 : Bourrasque de Pierre Billon
- 1936 : La Terre qui meurt, de Jean Vallée
- 1936 : Les Gaietés du palace de Walter Kapps
- 1937 : Pantins d'amour de Walter Kapps
- 1937 : L'Homme sans cœur de Léo Joannon
- 1937 : La Maison d'en face de Christian-Jaque
- 1939 : La Belle Revanche de Paul Mesnier
- 1939 : Les Compagnons de Saint-Hubert de Jean Georgesco - court métrage
- 1939 : Cas de conscience ou Le créancier de Walter Kapps
- 1939 : La Tradition de minuit de Roger Richebé
- 1940 : Le Président Haudecœur de Jean Dréville
- 1941 : Notre-Dame de la Mouise de Robert Péguy
- 1942 : L'Inévitable Monsieur Dubois de Pierre Billon
- 1943 : L'Homme sans nom de Léon Mathot
- 1943 : Lucrèce de Léo Joannon
- 1947 : I due orfanelli de Mario Mattoli
- 1951 : La Peau d'un homme de René Jolivet
- 1952 : Procès au Vatican de André Haguet
- 1954 : Par ordre du tsar de André Haguet
- 1960 : Colère froide de André Haguet et Jean-Paul Sassy

### Direction artistique
- 1945 : Échec au roy de Jean-Paul Paulin
- 1947 : Rendez-vous à Paris de Gilles Grangier